# Ляо Хуэй (тяжелоатлет)
Ля́о Хуэ́й (кит. упр. 廖辉, пиньинь Liào Huī; 5 октября 1987, Сяньтао, провинция Хубэй) — китайский тяжелоатлет. Олимпийский чемпион 2008 года, многократный чемпион мира.
Ляо Хуэй занимался тяжёлой атлетикой с 1997 года, вошёл в состав национальной сборной Китая по тяжёлой атлетике в начале 2007 года. На шестых китайских играх городов в 2007 году Ляо установил два мировых рекорда среди юниоров в весовой категории до 69 кг и завоевал золотую медаль. После этого он был включён в заявку китайской команды на Олимпиаду, вытеснив из состава сборной олимпийского чемпиона 2004 года Чжан Гочжэна.
В 2008 году на летней Олимпиаде в Пекине Ляо Хуэй стал чемпионом в весовой категории до 69 кг.
21 сентября 2010 года на чемпионате мира в Анталье спортсмен установил мировые рекорды в толчке и по сумме упражнений — 198 и 358 кг соответственно. Через год стало известно о положительной допинг-пробе тяжелоатлета. Он был лишён золотой медали и дисквалифицирован до 30 сентября 2012 года.
10 ноября 2014 года на чемпионате мира в Алма-Ате спортсмен установил мировой рекорд в рывке — 166 кг. Предыдущий рекорд, установленный Георгием Марковым из Болгарии, продержался 14 лет. Таким образом Ляо Хуэй владеет рекордными достижениями по всем трём номинациям в своей категории.

## Спортивные результаты
| Год  | Соревнование                   | Место проведения | Весовая категория | Рывок     | Толчок     | Сумма двоеборья | Место |
| 2005 | Чемпионат Китая среди юниоров  | ?                | до 69 кг          | ? кг      | ? кг       | 317,5 кг        | 1     |
| 2005 | Спартакиада народов КНР        | Цзянсу           | ?                 | —         | —          | —               | DNF   |
| 2005 | Чемпионат Азии среди юниоров   | ?                | до 69 кг          | 140 кг    | 170 кг     | 310 кг          | 1     |
| 2006 | Чемпионат Китая среди юниоров  | ?                | до 69 кг          | 148 кг    | 180 кг     | 328 кг          | 1     |
| 2007 | Городские игры                 | Ухань            | до 69 кг          | 157 кг    | 185 кг     | 342 кг          | 1     |
| 2007 | Кубок мира IWF                 | Апиа             | до 69 кг          | 145 кг    | 190 кг WJR | 335 кг          | 1     |
| 2007 | Чемпионат мира среди студентов | Лима             | до 69 кг          | 145 кг    | 180 кг     | 325 кг          | 1     |
| 2008 | Чемпионат Китая                | ?                | до 69 кг          | 160 кг    | 195 кг     | 355 кг          | 1     |
| 2008 | Летние Олимпийские игры        | Пекин            | до 69 кг          | 158 кг    | 190 кг     | 348 кг          | 1     |
| 2009 | Спартакиада народов КНР        | Шаньдун          | до 69 кг          | 163 кг AR | 195 кг     | 358 кг          | 1     |
| 2009 | Восточноазиатские игры         | Гонконг          | до 77 кг          | 155 кг    | 196 кг     | 351 кг          | 2     |
| 2009 | Чемпионат мира                 | Коян             | до 69 кг          | 160 кг    | 186 кг     | 346 кг          | 1     |
| 2010 | Чемпионат Китая                | ?                | до 69 кг          | —         | —          | —               | DNF   |
| 2010 | Чемпионат мира                 | Анталья          | до 69 кг          | 160 кг    | 198 кг     | 358 кг          | DSQ   |
| 2013 | Чемпионат Китая                | ?                | до 69 кг          | 161 кг    | 188 кг     | 349 кг          | 1     |
| 2013 | Спартакиада народов КНР        | Ляонин           | до 69 кг          | 161 кг    | 187 кг     | 348 кг          | 1     |
| 2013 | Чемпионат мира                 | Вроцлав          | до 69 кг          | 160 кг    | 198 кг WR  | 358 кг WR       | 1     |
| 2014 | Чемпионат мира                 | Алма-Ата         | до 69 кг          | 166 кг WR | 193 кг     | 359 кг WR       | 1     |
| 2016 | Чемпионат Китая                | ?                | до 69 кг          | 158 кг    | 196 кг     | 354 кг          | 1     |
| 2017 | Спартакиада народов КНР        | Тяньцзинь        | до 69 кг          | 160 кг    | 194 кг     | 354 кг          | 2     |